# Siarka rodzima
Siarka rodzima – minerał z gromady pierwiastków rodzimych zawierający głównie siarkę elementarną. Należy do minerałów rzadkich.
Nazwa łacińska (sulphur) pochodzi od sanskr. sulvere i dawn. łacińskiego słowa sulphurium.

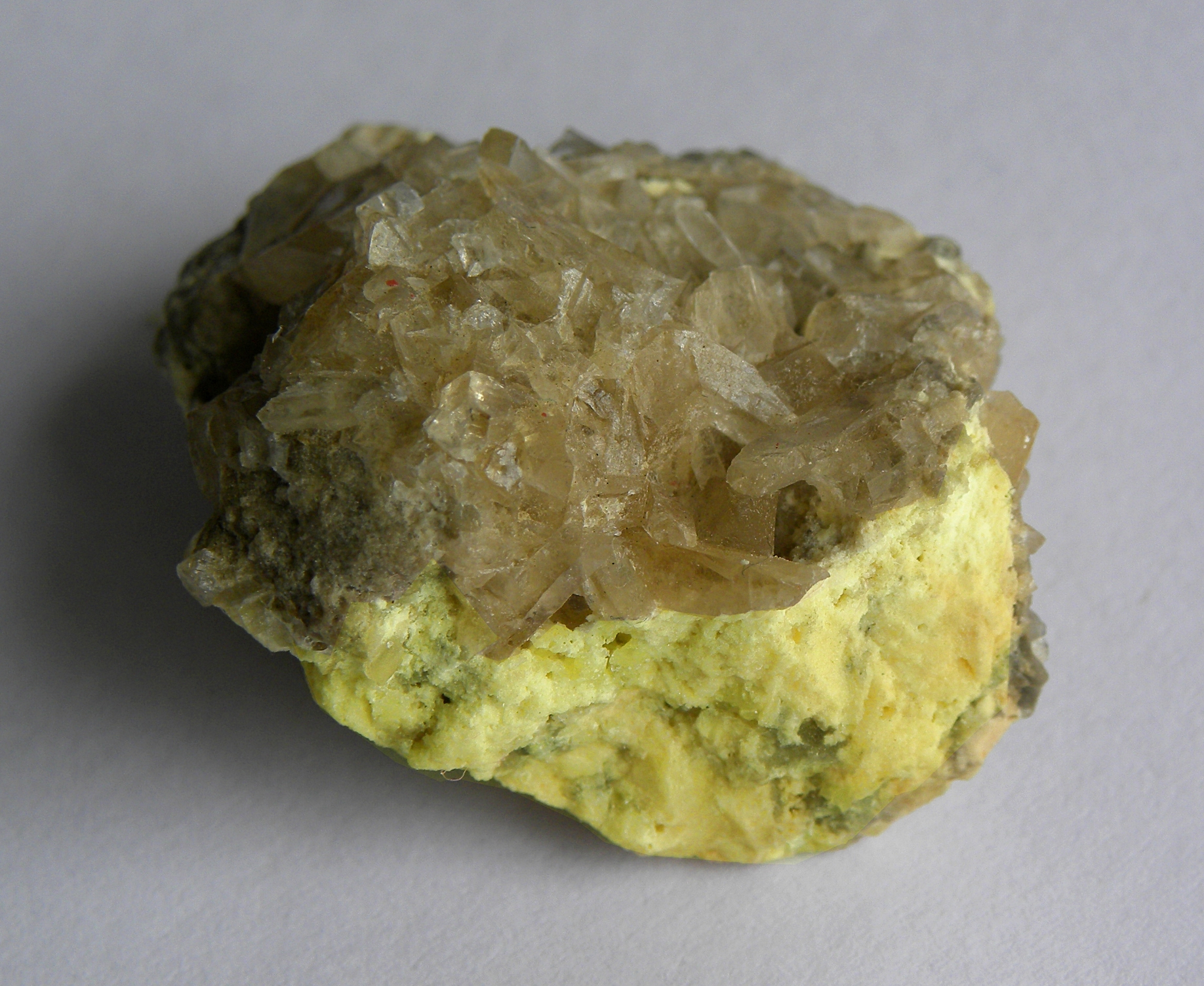
Siarka rodzima z gipsem krystalicznym

## Właściwości
Zazwyczaj tworzy kryształy o pokroju bipiramidalnym, grubotabliczkowe. Występuje w skupieniach zbitych, ziemistych, ziarnistych, naciekowych, nerkowych. Tworzy też naskorupienia, impregnacje i  zbliźniaczenia. Najładniejsze kryształy spotykane są w druzach powstałych w kawernach i szczelinach. Jest krucha, przezroczysta. Występuje w trzech odmianach poliformicznych m.in. siarka rodzima (sulfuryt), rosickyit. W temperaturze powyżej 95,3 °C przechodzi w siarkę jednoskośną, a powyżej 119,3 °C topi się. Łatwo elektryzuje się, jest złym przewodnikiem ciepła, łatwopalna. Dobrze rozpuszcza się w dwusiarczku węgla. Pod względem chemicznym jest dość czysta, choć bywa zanieczyszczona związkami organicznymi oraz mechanicznymi domieszkami kalcytu i gipsu. Niekiedy zawiera domieszkę selenu (siarka selenowa).

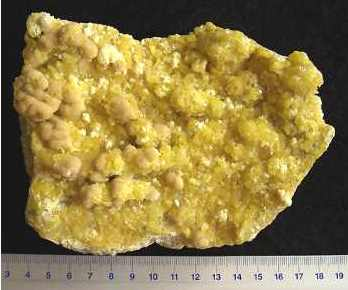
Siarka z Machowa

## Występowanie
Powstaje wskutek utleniania siarkowodoru lub redukcji siarczanów (głównie gipsu). Niewielkie ilości siarki powstają w wyniku ekshalacji wulkanicznych.
Miejsca występowania: Włochy – Sycylia, USA – Luizjana, Teksas, Meksyk, Chile, Rosja. W Polsce w okolicy Tarnobrzega  (Piaseczno, Machów, Grzybów) i Lubaczowa (Basznia Górna, Horyniec-Zdrój).

## Zastosowanie
Używana w przemyśle:
- farmaceutycznym,
- chemicznym (do produkcji kwasu siarkowego),
- drzewnym i papierniczym,
- gumowym,
- środków grzybobójczych,
- nawozów sztucznych.